# Paradelphomyia (Oxyrhiza) czizekiana
Paradelphomyia (Oxyrhiza) czizekiana is een tweevleugelige uit de familie steltmuggen (Limoniidae). De soort komt voor in het Palearctisch gebied.